# Templeux-le-Guérard
Templeux-le-Guérard település Franciaországban, Somme megyében. Lakosainak száma 196 fő (2022. január 1.). Templeux-le-Guérard Hargicourt, Hesbécourt, Roisel, Ronssoy és Villers-Faucon községekkel határos.

## Népesség
A település népessége az elmúlt években az alábbi módon változott:
| Lakosok száma | 197  | 176  | 174  | 172  | 179  | 185  | 192  | 194  | 196  |
|               | 2013 | 2015 | 2016 | 2017 | 2018 | 2019 | 2020 | 2021 | 2022 |